# Szőnyi Ottó
Szőnyi Ottó, született Szákovics Ottó Gyula (Pécs, 1876. július 13. – Pécs, 1937. március 13.) magyar régész, levéltáros, művészettörténész, Pécs ókeresztény régészeti emlékeinek kutatója, az egyházművészet jelentős képviselője, az első pécsi múzeumigazgató, katolikus pap.

## Életpályája
Szákovics János szabó és Hüfner Dorottya fia. Teológiai és jogi tanulmányai befejezése után, hivatásának teljesítése közben is már jelentős, Pécs történetére vonatkozó tudományos eredményeket ért el. 1907-ben a Pécsi Jogakadémia tanára, 1908-tól pedig a Városi Múzeum igazgatója volt.
Régészeti, helytörténeti és művészettörténeti kutatásainak főbb területei: az ókori Pécs, latinul Sopianae, temetőjének lokalizálása, ókeresztény sírkamrák feltárása, a Pécsi székesegyház építéstörténetének vizsgálata, a kőtár anyagának feldolgozása, a székesegyházi ékszerek, kincstár, ruhatár és könyvtár leltározása, a káptalani levéltár rendezése. A pécsi ókeresztény kornak jelentős kutatójaként nevéhez fűződik a Pécsi székesegyház nyugati bejárata előtti, 1600 éves Cella Septichora feltárása 1922-ben, mely egyike a három eddig ismeret pannóniai ókeresztény sírkápolnáknak.
1921-ben kinevezték a Műemléki Országos Bizottság előadójának; e téren végzett munkája évtizedekre meghatározta a hazai műemlékvédelem tevékenységének irányát. 1934-től az iparművészeti iskola tanára volt.
1937. március 13-án hunyt el, sírja a pécsi Központi temetőben található.

## Főbb művei
- A pécsi őskeresztény sírkamra (Budapest, 1906)[2]
- A pécsi püspöki múzeum kőtára (Budapest, 1906)[2]
- A kőröshegyi középkori templom (Budapest, 1924)[2]
- Régi magyar templomok (Budapest, 1934)[2]
- Pécs: Útmutató a városban, a környéken és a Mecsekben (Pécs, Danubia könyvkiadó)[5]